# HK Lokomotiv Jaroslavlj
HK Lokomotiv Jaroslavlj (rus. Локомотив) ruski je hokejaški klub iz Jaroslavlja. Domaće utakmice igra u Areni 2000, kapaciteta 10.000 mjesta. Klub se trenutno natječe u ligi KHL.
Klub je osnovan 1948. godine pod sadašnjim imenom, ali će kroz povijest nekoliko puta mijenjati naziv. Tijekom sovjetske ere uglavnom je igrao u drugoj ligi. Nakon raspada SSSR-a tri je puta bio prvak Rusije: 1997., 2002. i 2003. godine.

## Zrakoplovna nesreća 2011.
Dana 7. rujna 2011., zrakoplov koji je prevozio momčad na utakmicu u Minsku srušio se ubrzo nakon polijetanja u Jaroslavlju, usmrtivši sve članove kluba koji su se nalazili u zrakoplovu, osim igrača Aleksandra Galimova i jednog člana posade u zrakoplovu. Aleksandar Galimov je 12. rujna 2011. preminuo u bolnici u Moskvi.

## Naziv kluba kroz povijest
- Lokomotiv Jaroslavlj (1949. – 1955.)
- Spartak Jaroslavlj (1955. – 1956.)
- Himik Jaroslavlj (1956. – 1957.)
- HC JMZ Jaroslavlj (1959. – 1963.)
- TRUD Jaroslavlj (1963. – 1964.)
- Motor Jaroslavlj (1964. – 1965.)
- Torpedo Jaroslavlj (1965. – 2000.)
- Lokomotiv Jaroslavlj (2000.  – danas)

## Trofeji
- Rusko prvenstvo u hokeju na ledu:

Prvak (3) :1996./'97., 2001./'02., 2002./'03.